# Santa Ana de Velasco
Santa Ana de Velasco es una localidad de Bolivia, ubicada en el municipio de San Ignacio de Velasco de la provincia Velasco en el departamento de Santa Cruz.
El pueblo se encuentra a una altitud de 464 m s. n. m., en la región de Chiquitania.

## Historia
La localidad fue fundada en 1755 por el padre jesuita Julian Knogler. Hizo trabajo misionero con la tribu Chiquitos de 1748 a 1767.

## Geografía
Santa Ana de Velasco está ubicada en las tierras bajas bolivianas, en la región de la Chiquitania, un paisaje aún mayormente intacto entre Santa Cruz de la Sierra y la frontera con Brasil . El clima de la región es un clima semihúmedo de los trópicos cálidos.
Las temperaturas medias mensuales varían sólo ligeramente a lo largo del año entre 20,9 °C en junio y 26,6 °C en octubre, estando casi constantemente por encima de 25 °C. La temperatura media anual es de 24,5 °C mientras que la media de la precipitación anual es de 1200 mm. Tres cuartas partes de la precipitación cae en la estación lluviosa de noviembre a marzo, mientras que menos del 30 mm en la estación seca en los meses áridos de junio a agosto.

## Transporte
Santa Ana se encuentra a 445 km por carretera al noreste de Santa Cruz de la Sierra, la capital departamental.
Desde Santa Cruz, la carretera pavimentada Ruta 4 recorre 57 km al norte vía Warnes hasta Montero . Aquí se encuentra con la Ruta 10, que se dirige hacia el este en un recorrido de 279 km y atraviesa las localidades de San Ramón, San Javier y Santa Rosa de la Roca como vía pavimentada. El camino no está pavimentado durante los 60 km restantes hasta la capital provincial de San Ignacio de Velasco, así como en su viaje adicional de 310 km hacia el este a lo largo de la frontera brasileña a través de San Vicente de la Frontera hasta San Matías y luego hasta la ciudad brasileña de Cáceres.
Un camino de tierra corre al sureste desde San Ignacio, 45 km hasta Santa Ana y de allí continúa hacia el sur hasta San Rafael, a 23 km.

## Demografía
La población de la localidad se ha más que duplicado en las últimas dos décadas:
| Año  | Habitantes | Fuente |
| ---- | ---------- | ------ |
| 1992 | 284        | censo  |
| 2001 | 483        | censo  |
| 2012 | 704        | censo  |

## Patrimonio Mundial de la UNESCO
El pueblo es conocido por ser una de las reducciones jesuíticas de los Chiquitos, declaradas Patrimonio de la Humanidad por la UNESCO en 1990.